# Monica Mayhem
Monica Mayhem (Perth, Australia Occidental; 14 de marzo de 1978) es una actriz pornográfica y bailarina exótica australiana.
Previó a comenzar trabajar en las películas para adultos, Mayhem, trabajó en Sídney y Londres en las finanzas durante seis años. Deseando un cambio de carrera, comenzó a bailar en el Spearmint Rhino de Londres. Después de una reunión con uno de los propietarios del lugar en diciembre de 2000, viajó a los Estados Unidos.
Todas las películas para adultos en la que ha trabajado fueron para la industria estadounidense, desde diciembre de 2000. Ha estado en más de 200 películas hardcore y softcore para adultos. También intentó comenzar una carrera de cantante en la banda heavy metal Sweet Avenge.
En 2013 decidió retirarse, habiendo grabado algo más de 420 películas.